# Liste des Premiers ministres d'Arabie saoudite
Le président du Conseil des ministres ou Premier ministre d'Arabie saoudite (arabe : رئيس وزراء المملكة العربية السعودية) est le chef de gouvernement de ce pays. Il préside le Conseil des ministres d'Arabie saoudite (en).
Le poste de Premier ministre est traditionnellement exercé par le roi lui-même. L'actuel titulaire de la fonction est le prince héritier Mohammed ben Salmane depuis le 27 septembre 2022, après avoir été exercée par le roi Salmane.

## Histoire
Le poste de Premier ministre, comme le Conseil des ministres, est créé le 9 octobre 1953 par le roi Abdelaziz, mort le 9 novembre suivant. En raison des tensions au sein de la famille royale, le roi Saoud est remplacé à ce poste en 1954 par son demi-frère Fayçal qui démissionne en 1960 mais fait son retour en 1962, avant de déposer Saoud en 1964. 
Avant 2022, il est assisté par le prince héritier, vice-Premier ministre ou vice-président du Conseil des ministres, et, de 2015 à 2017, par un prince héritier en second, deuxième vice-Premier ministre ou deuxième vice-président du Conseil des ministres.

## Liste des Premiers ministres d'Arabie saoudite (1953-)
| # | Nom                                                              | Photo                                | Début de mandat   | Fin de mandat     |
| - | ---------------------------------------------------------------- | ------------------------------------ | ----------------- | ----------------- |
| 1 | Saoud ben Abdelaziz Al Saoud سعود بن عبد العزيز آل سعود 1re fois | Saoud ben Abdelaziz Al Saoud         | 9 octobre 1953    | 16 août 1954      |
| 2 | Fayçal ben Abdelaziz Al Saoud فيصل بن عبدالعزيز آل سعود 1re fois | Faycal ben Abdelaziz Al Saoud (1941) | 16 août 1954      | 21 décembre 1960  |
| 3 | Saoud ben Abdelaziz Al Saoud سعود بن عبد العزيز آل سعود 2e fois  | Saoud ben Abdelaziz Al Saoud         | 21 décembre 1960  | 31 octobre 1962   |
| 4 | Fayçal ben Abdelaziz Al Saoud فيصل بن عبدالعزيز آل سعود 2e fois  | Faycal ben Abdelaziz Al Saoud (1941) | 31 octobre 1962   | 25 mars 1975      |
| 5 | Khaled ben Abdelaziz Al Saoud خالد بن عبد العزيز آل سعود         | Khaled ben Abdelaziz Al Saoud (1978) | 29 mars 1975      | 13 juin 1982      |
| 6 | Fahd ben Abdelaziz Al Saoud فهد بن عبد العزيز آل سعود            | Fahd ben Abdelaziz Al Saoud          | 13 juin 1982      | 1er août 2005     |
| 7 | Abdallah ben Abdelaziz Al Saoud عبد الله بن عبد العزيز آل سعود   | Abdullah ben Abdelaziz Al Saoud      | 1er août 2005     | 23 janvier 2015   |
| 8 | Salmane ben Abdelaziz Al Saoud سلمان بن عبد العزيز آل سعود       | Salmane ben Abdelaziz Al Saoud       | 23 janvier 2015   | 27 septembre 2022 |
| 9 | Mohammed ben Salmane Al Saoud محمد بن سلمان بن عبدالعزيز آل سعود | Salmane ben Abdelaziz Al Saoud       | 27 septembre 2022 | en fonction       |